# 112e brigade de missiles de la Garde
Pour les articles homonymes, voir 112e brigade.
La 112e brigade de missiles de la Garde (en russe : 112-я гвардейская ракетная бригада, abrégé en 112 гв. рбр), de son nom complet la 112e brigade de missiles de la Garde Novorossiïskaïa, décorée des ordres de Lénine, du Drapeau rouge en double, de Souvorov, de Koutouzov, de Bogdan Khmelnitski et d'Alexandre Nevski (en russe : 112-я гвардейская ракетная Новороссийская ордена Ленина, дважды Краснознамённая, орденов Суворова, Кутузова, Богдана Хмельницкого и Александра Невского бригада) est une brigade armée de missiles balistiques des troupes de missiles et d'artillerie des Forces terrestres russes (n° d'unité 03333).
La brigade fait partie de la 1re armée de chars de la Garde du district militaire ouest, basée à Chouïa, dans l'oblast d'Ivanovo.

## Histoire
Pendant la Seconde Guerre mondiale, la formation est connue sous le nom de 69e puis 76e régiment d'artillerie [de canons] de la Garde. Après son renommage en 40e brigade d'artillerie [de canons] de la Garde, l'unité libère Novorossiïsk, traverse le Dniepr et l'Oder et participe à la bataille de Berlin.
En mars 1960, la 40e brigade est transformée en 112e brigade de missiles (unité militaire 64563), stationnée dans la ville de Neuruppin, en RDA, dans le cadre de la 2e armée de chars de la Garde du groupement des forces armées soviétiques en Allemagne. En avril 1961, la brigade reçoit le titre honorifique « de la Garde », les récompenses et le titre honorifique hérité par la 40e brigade de la Garde.
Depuis 1991, la 112e brigade de missiles de la Garde (unité militaire 03333) est déployée dans la ville de Chouïa, dans l'oblast d'Ivanovo. À partir du 8 juillet 2014, l'unité est équipée de 12 systèmes 9K720 Iskander.

## Composition
La formation est armée de systèmes de missiles opérationnels et tactiques « Iskander ».
Composition en 2017 : commandement et contrôle, trois compagnies de missiles, compagnie technique de missiles, compagnie de ravitaillement et de soutien, batterie de contrôle. Deux batteries composent chaque bataillon de missiles, deux systèmes SPU et deux systèmes TZM dans chacune des batteries. 
Total : 12 unités SPU 9P78-1, 12 unités de véhicules de transport-chargement 9T250, 11 unités de véhicules de commandement et d'état-major 9S552, 14 unités d'équipements de réanimation, 1 véhicule de communication de commande 9S920, 1 unité de véhicules d'entretien, 9 unités R-145BM.

## Commandants
- Colonel Alexeï Afanassievitch Dechko (mai 1960 - février 1961)
- Colonel Ivan Grigorievitch Oparine (février 1961 - novembre 1962)
- Colonel Guennadi Mikhaïlovitch Koulikov (novembre 1962 - décembre 1968)
- Colonel Vadim Mikhaïlovitch Zakharov (décembre 1968 - octobre 1970)
- Colonel Boris Vladimirovitch Grekov (octobre 1970 - octobre 1973)
- Colonel Viktor Sergueïevitch Zabolotny (octobre  1973 - septembre 1975)
- Colonel Vassili Ivanovitch Bogatchev (septembre  1975 - septembre 1978)
- Colonel Sergueï Petrovitch Zhikharev (septembre 1978 - septembre 1983)
- Colonel Igor Alekseïevitch Gormakov (septembre 1983 - mai 1988)
- Colonel Sergueï Vassilievitch Blagoveshchensky (mai 1988 - mai 1998)
- Colonel Alexandre Ivanovitch Savinkine (mai 1998 - juillet 2003)
- Colonel Alexandre Ivanovitch Mechkov (juillet  2003 - avril 2007)
- Colonel Vladimir Ivanovitch Ovrashko (avril 2007 - août 2019)[7]
- Colonel Sergueï Sergueïevitch Ponomarev (depuis août 2019)

## Anecdotes
- La 112e brigade est responsable d'un peloton d'orphelins[8].
- La brigade possède un musée en l'honneur du maréchal d'artillerie Vladimir Mikhalkine[9].
- Depuis 2015, la brigade participe aux défilés annuels de la Victoire sur la place Rouge[10],[11].